# Caladenia saccata
Caladenia saccata là một loài thực vật có hoa trong họ Lan. Loài này được (R.S.Rogers) Hopper & A.P.Br. mô tả khoa học đầu tiên năm 2004.